# Punta del Cravile
La Punta del Cravile (2.384 m s.l.m.) è una vetta delle Alpi Biellesi.
Si trova in provincia di Biella (BI) lungo lo spartiacque tra la Valle Sessera e la Valle Cervo.
Sulla cima convergono il territorio comunale di Piedicavallo e le frazioni montane di Valle Mosso e di Bioglio.

## Descrizione

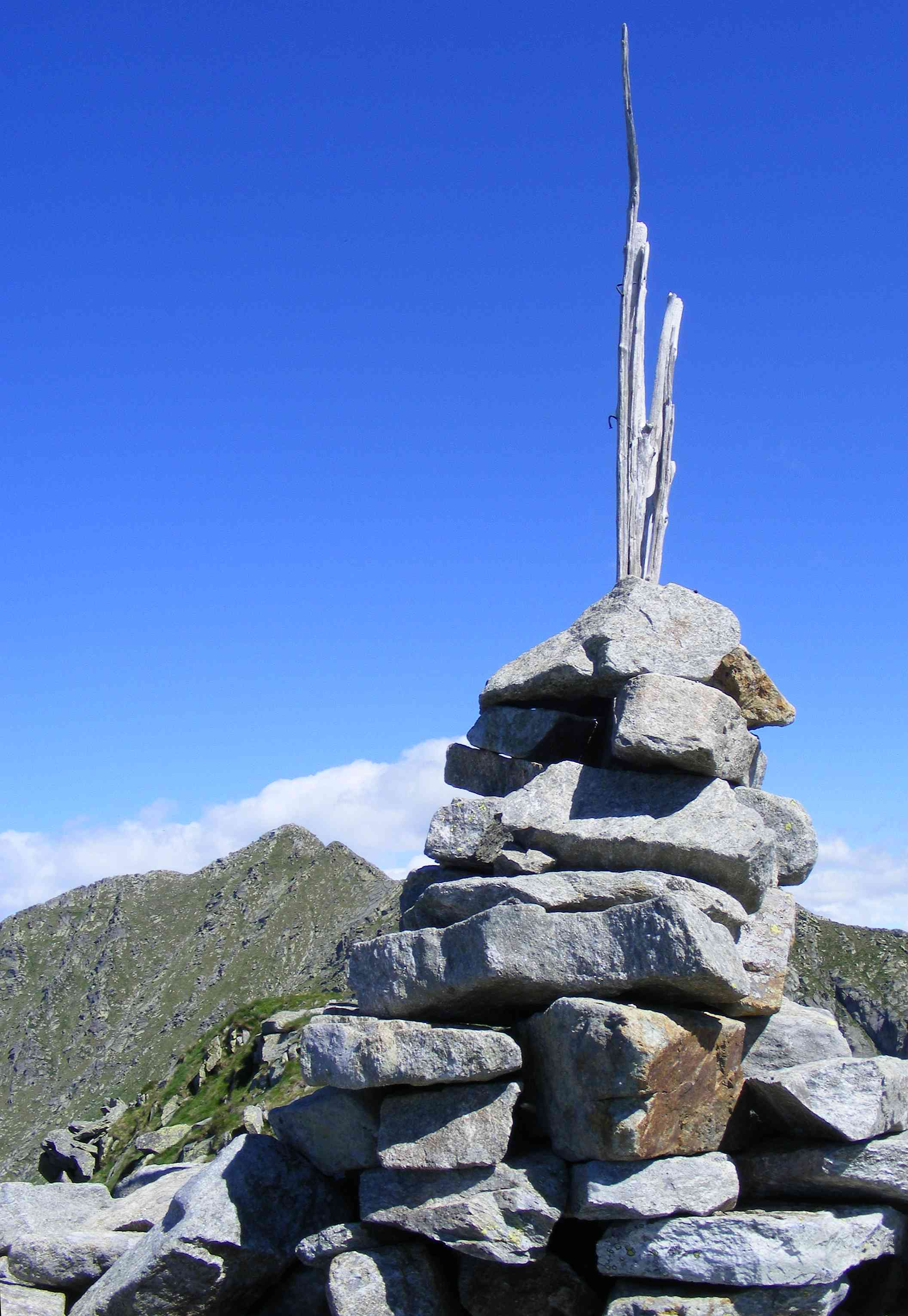
L'ometto sulla sommità; sullo sfondo il Monte Bo

La montagna si trova alla convergenza di tre creste nella zona meridionale del massiccio dominato dal Monte Bo. 
La cresta sud scende verso la Bassa della Cavallina (1.926 m) e la collega con la vicina Cima delle Guardie mentre la cresta nord-occidentale, dopo la modesta Cima d'Ala (2.362  m), risale verso la Punta del Manzo (2.505 m) e il Monte Bo. Un terzo modesto costolone si distacca dal Cravile in direzione est e con la Bonda Lasona (2.130 m) separa il solco principale della Val Sessera dal vallone laterale del Rio Camino. Una quarta cresta, che raggiunge lo spartiacque Cervo/Sessera poco a sud della cima in corrispondenza della spalla erbosa quotata 2.305 m, divide invece il Vallone Concabbia, che scende verso Forgnengo (Campiglia Cervo), da quello di Valdescola, che termina nel solco principale della Valle Cervo nei pressi di Montesinaro (Piedicavallo).

La Punta del Cravile termina con due distinte elevazioni distanti tra loro un centinaio di metri; quella più a nord è quotata 2.384 mentre quella più a sud è un metro più bassa; su quest'ultima sorge un ometto di pietra visibile anche da lontano.

## Accesso alla cima
La Punta del Cravile è situata sull'itinerario escursionistico/alpinistico F1 che, partendo dalla Cima del Bonom, percorre lo spartiacque Cervo-Sessera fino al Monte Bo.
È anche raggiungibile per sentiero e tracce di passaggio dalla frazione Forgnengo (Campiglia Cervo) o dal fondovalle della Val Sessera, in entrambi i casi transitando per la Bassa della Cavallina.